# غلستان (مريشكار)
غلستان هي بلدة في مقاطعة مريشكار في ولاية قشقداريا في أوزبكستان.